# 36169 Grosseteste
36169 Grosseteste è un asteroide della fascia principale. Scoperto nel 1999, presenta un'orbita caratterizzata da un semiasse maggiore pari a 2,9781031 UA e da un'eccentricità di 0,0842614, inclinata di 12,31855° rispetto all'eclittica.
L'asteroide è dedicato al vescovo di Lincoln e scienziato inglese del XIII secolo, Robert Grosseteste.